# 다카시마촌 (니가타현 미나미칸바라군)
다카시마촌(高島村)은 니가타현 미나미칸바라군에 설치되었던 촌이다. 현재의 산조시에 해당한다.